# La Découverte (mine)
Pour les articles homonymes, voir découverte.

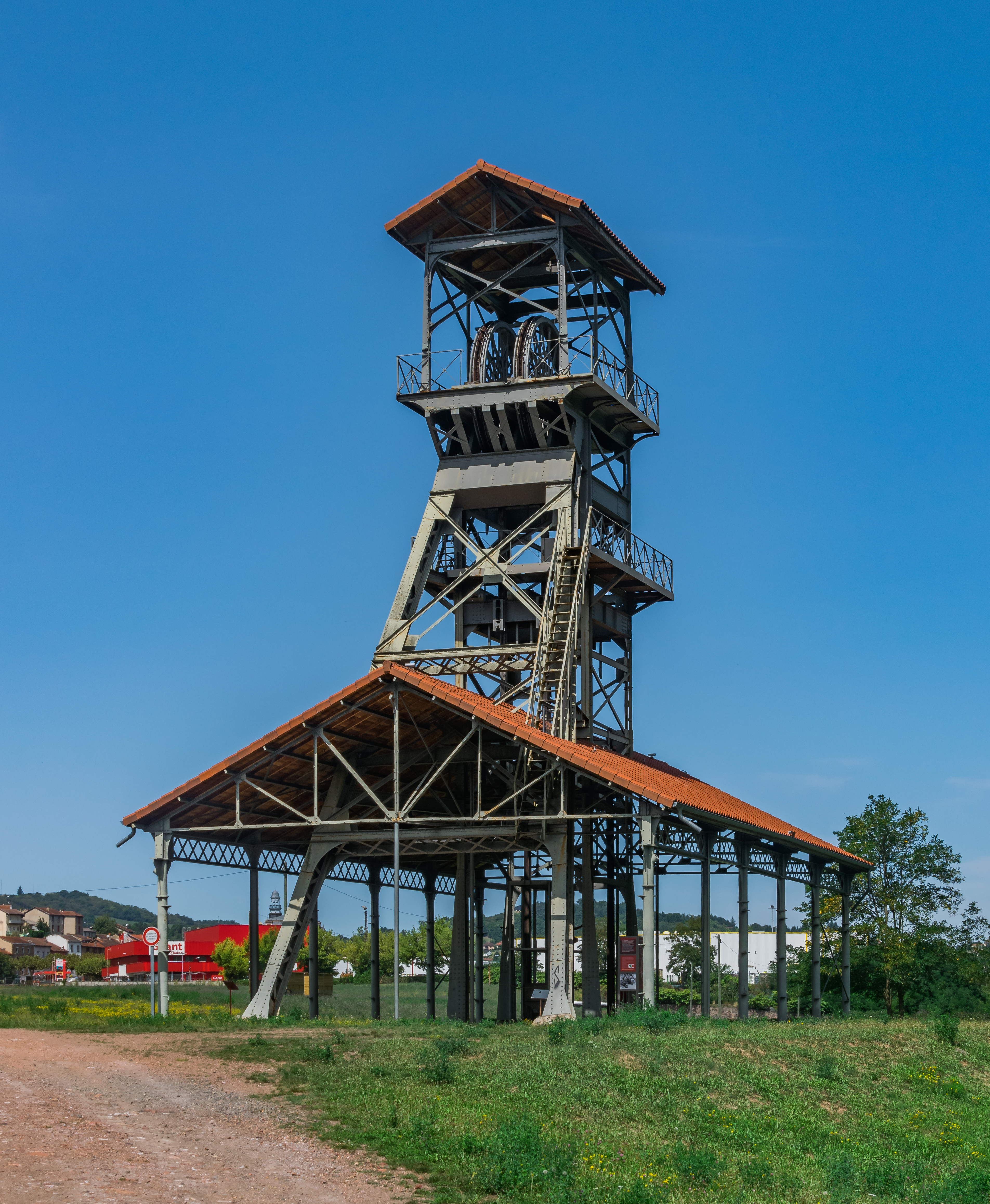
Chevalement du puits central.

La Découverte (ou Découverte de Lassalle) est une mine à ciel ouvert située à Decazeville dans l'Aveyron en France. On y exploitait la houille. La mine a été fondée en 1892 et exploitée jusqu'en 2001. Le chevalement du puits central de la mine est toujours présent aujourd'hui.
La mine a une longueur de 3,7 km et une largeur de 2,5 km. Il s'agit de l'une des plus grandes mines à ciel ouvert de France.

## Histoire
Le plan Jeanneney, dont le but est de réduire la production de charbon en France, déclenche une grève à Decazeville à partir de 1961 puis une grève nationale en 1963. Malgré la grève, les mines souterraines ne sont plus exploitées dès 1965 et les puits de mines souterrains ferment en 1966.

## Réhabilitation
Après l'arrêt de l'exploitation, la mine a été réhabilitée en espace vert avec un lac remplissant le fond de la mine. Le lac a une profondeur d'environ 25 m. La mine a été utilisée jusqu'en 2017, pour un festival de feux d'artifice se tenant au mois de juillet.

## Protection du patrimoine
Le chevalement est inscrit au titre des monuments historiques par arrêté du 17 décembre 2019.